# Talitrus curioi
Talitrus curioi is een vlokreeftensoort uit de familie van de Talitridae. De wetenschappelijke naam van de soort is voor het eerst geldig gepubliceerd in 2010 door Javier & Coleman.